# Верхнее Авнеозеро
Верхнее Авнеозеро — озеро на территории Кривопорожского сельского поселения Кемского района Республики Карелии.

## Общие сведения
Площадь озера — 3,6 км², площадь водосборного бассейна — 34,9 км². Располагается на высоте 106,3 метров над уровнем моря.
Форма озера продолговатая: оно более чем на пять километров вытянуто с запада на восток. Берега изрезанные, каменисто-песчаные, местами заболоченные.
Из восточной оконечности озера вытекает Авнерека, впадающая в реку Кемь.
В озере расположено не менее двух небольших безымянных островов.
Код объекта в государственном водном реестре — 02020001011102000006257.